# (4109) Anokhin
(4109) Anokhin est un astéroïde de la ceinture principale.

## Description
(4109) Anokhin est un astéroïde de la ceinture principale. Il fut découvert le 17 juillet 1969 à Naoutchnyï par Bella Bournacheva. Il présente une orbite caractérisée par un demi-grand axe de 2,26 UA, une excentricité de 0,16 et une inclinaison de 1,5° par rapport à l'écliptique.

## Compléments